# وزارة المالية (مقدونيا الشمالية)
وزارة المالية (بالمقدونية: Министer за финансии، بالألبانية: Ministria e Financave) هي وزارة المالية في مقدونيا الشمالية.
وزير المالية الحالي هو فاتمير بسيمي، وهو نفسه رئيس وزراء البلاد، وذلك منذ 30 أغسطس 2020.

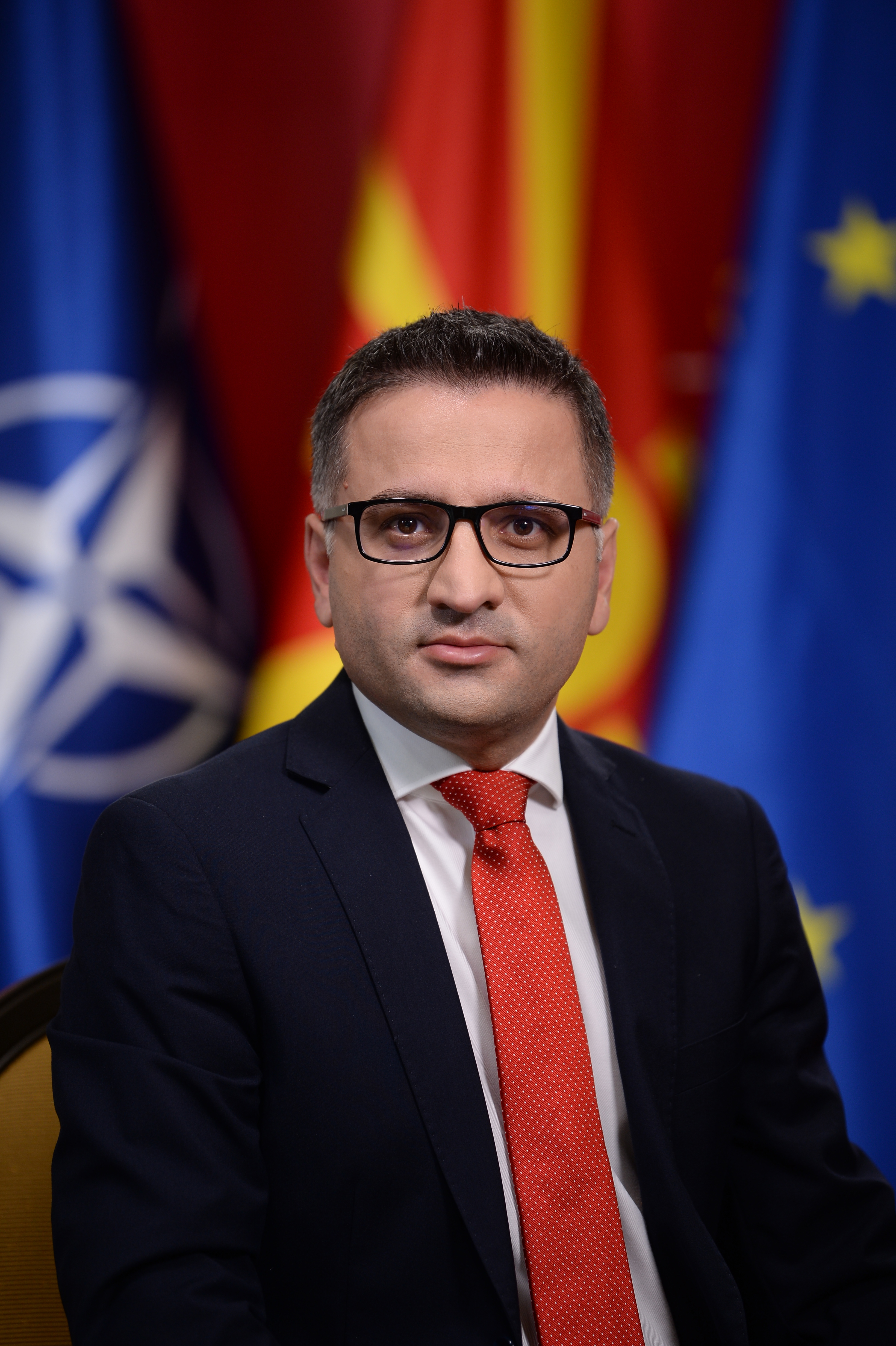
وزير المالية المقدوني الشمالي فاتمير باسيمي.